# آنتونیو گاموندو

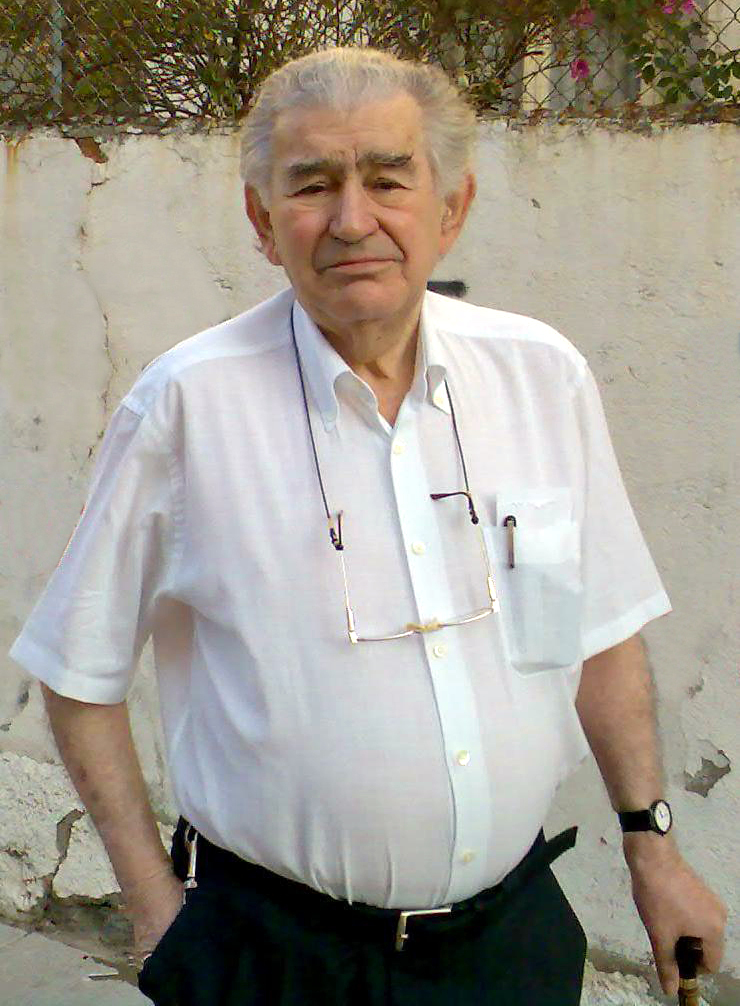
آنتونیو گاماندو ۲۰۰۷

 آنتونیو گاموندو (انگلیسی: Antonio Gamoneda؛ زادهٔ ۳۰ مهٔ ۱۹۳۱) یک شاعر اهل اسپانیا است.
وی همچنین برنده جوایزی همچون جایزه سروانتس شده است.